# Сан-Хосе (Коронель-Суарес)
Сан-Хосе (исп. San José, нем. Sankt Joseph) — город в Аргентине в провинции Буэнос-Айрес. Расположен в муниципалитете Коронель-Суарес.

## История
Город был основан в 1887 году пятнадцатью семьями иммигрантов из числа поволжских немцев. В 1927 году началось строительство церкви, считающейся сейчас одной из пяти самых красивых церквей провинции Буэнос-Айрес.